# Marian Schwartz
Marian Schwartz (ur. 20 listopada 1906 w Obrzycku, zm. 20 marca 2001 tamże) – polski artysta, plastyk, grafik, witrażysta, społecznik, regionalista i pedagog.

## Życiorys
Najstarszy syn Brunona Schwartza, właściciela zakładu malarskiego, i Jadwigi z Buszkowskich. W zakładzie ojca poznał pierwsze tajniki rzemiosła artystycznego. W 1923 roku rozpoczął naukę w Państwowej Szkole Sztuk Zdobniczych i Przemysłu Artystycznego w Poznaniu, którą ukończył na dwóch wydziałach - Wydziale Malarstwa Dekoracyjnego i Witrażownictwa oraz na Wydziale Architektury Wnętrz. Następnie po odbyciu służby wojskowej w Śremie i w Bielsku powrócił w 1930 roku do rodzinnego Obrzycka. W tym też roku projektował na Międzynarodową Wystawę Turystyczną i Komunikacyjną w Poznaniu stoisko dla Rzymu. Brał aktywny udział w regionalnym życiu kulturalnym. Należał do klubu artystyczno-literackiego „Wietrzne pióro” w Szamotułach. Pisał na temat sztuki i kultury regionu szamotulskiego w tygodniku literackim „Na Ugorach”, a także publikował nowele i artykuły na łamach „Gazety Szamotulskiej”. Inicjował wiele imprez kulturalnych, m.in. reżyserował, wykonywał scenografie i występował jako aktor w sztukach teatralnych organizowanych przez zespoły amatorskie w Obrzycku. W 1935 roku przeniósł się do Poznania, gdzie podjął pracę w firmie malarskiej I. Wrembla. W 1937 roku ożenił się z Anną z domu Starosta, z którą miał dwoje dzieci. Po wybuchu II wojny światowej wziął udział w kampanii wrześniowej. Lata okupacji spędził w Poznaniu pracując nadal dla firmy Wrembla. W 1945 roku wraz z kustoszem Muzeum Wielkopolskiego w Poznaniu P. Pogowskim uchronił przed wywiezieniem do Rzeszy Niemieckiej zbiory galerii Raczyńskich z pałacu w Gaju Małym. W tym też roku zamieszkał na stałe w Obrzycku. W 1953 roku Ministerstwo Kultury i Sztuki zakupiło kilka jego prac do zbiorów państwowych. W latach 1956–60 współtworzył Muzeum Ziemi Szamotulskiej (obecnie Muzeum – Zamek Górków w Szamotułach), któremu przekazał własne zbiory miejscowej sztuki ludowej. Od 1960 do 1974 pracował jako nauczyciel plastyki. Organizował szereg kursów i wystaw plastycznych dzieci. Po przejściu na emeryturę w 1974 roku nadal aktywnie pracował w zawodzie artysty-plastyka. W olbrzymim dorobku artysty jest wiele monumentalnych dzieł. W blisko 20 zabytkowych obiektach w Polsce wykonał polichromie wnętrz. Jest autorem prawie 200 projektów witraży. Ponadto zajmował się grafiką i rysunkiem, a zarobkowo również malarstwem olejnym. Niektóre z prac artysty obejrzeć można np. w Muzeum – Zamek Górków w Szamotułach czy w Klasztorze oo. Franciszkanów we Wronkach.
O Marianie Schwartzu napisano kilka prac dyplomowych i magisterskich. Zmarł w wieku 94 lat. Pochowany jest na cmentarzu parafialnym w Obrzycku. Za twórczość plastyczną, działalność oświatową i kulturalną wyróżniono go między innymi Krzyżem Kawalerskim Orderu Odrodzenia Polski, Odznaką „Zasłużony Działacz Kultury”, nagrodami Ministra Oświaty i Wychowania oraz Rady Postępu Pedagogicznego.

## Pamięć
12 października 2018 r. na budynku Zespołu Szkół w Mieście Obrzycko odsłonięto brązową tablicę poświęconą pamięci artysty Mariana Schwartza. Inicjatorem tego przedsięwzięcia było Obrzyckie Towarzystwo Kulturalne, które zaprosiło do współpracy urząd miasta, Zespół Szkół w Mieście Obrzycko oraz Miejską Bibliotekę Publiczną w Obrzycku. Odsłonięcia tablicy – zaprojektowanej przez szamotulskiego artystę Jarosława Kałużyńskiego – dokonali wnuczka Mariana Schwartza Anna Król oraz syn artysty Jan Schwartz. Na tablicy umieszczono lata życia Mariana Schwartza, napis "Marian Schwartz – artysta, regionalista, obrzyczanin" i rok powstania epitafium, wraz z płaskorzeźbą z popiersiem Schwartza.